# Mugur Geu
Mugur Geu (n. 11 aprilie 1969, Burdujeni – d. 14 aprilie 2014, Suceava) a fost un scriitor și jurnalist român.

## Biografie
S-a născut la Burdujeni, cartier al Municipiului Suceava, pe 11 aprilie 1969. A absolvit cursurile Liceului Stefan cel Mare și ulterior a devenit licențiat al unei facultăți de drept.
Mugur Geu a devenit redactor la Nord Press din 1992, până în 1996. După acest an a lucrat la „Bucovina”, “Cronica Sucevei”, „Actualitatea Suceveană”, „Tranșant”, “Nord Club Foresta”, din 1998 devenind colaborator, iar din anul 2000 angajat al cotidianului “Crai Nou”. Pe parcursul activității sale a mai colaborat cu “Evenimentul de Iași”, „Dimineaþa” iar din 2013 – “Cronica satului”. El a fost, totodată, printre inițiatorii cenaclului boem “Capșa Mică”.